# AdvancedAJAX
AdvancedAJAX (advAJAX, Advanced Asynchronous JavaScript and XML) jest biblioteką napisaną w języku JavaScript pozwalającą na szybkie i efektywne korzystanie z możliwości AJAX-a. Zawiera ona szereg metod wspomagających wykonywanie zapytań, obsługę błędów, wykorzystanie interfejsu w połączeniu z formularzami HTML, jak również przedawnianie czasu połączenia i jego wznawianie. AdvancedAJAX (jak również sam AJAX) jest w pełni kompatybilny i funkcjonalny z następującymi przeglądarkami internetowymi:
- Internet Explorer – 5.0 lub wyższy (oraz inne przeglądarki oparte na silniku Trident)
- Mozilla – 1.0 lub wyższa (oraz inne przeglądarki oparte na Gecko)
- Safari – 1.2 lub wyższy
- Opera – 7.60 lub wyższa.

AdvancedAJAX zyskał popularność wśród programistów dzięki łatwości obsługi i szybkości działania, zawiera ponadto, jako jedyne rozwiązanie tego typu, pełną dokumentację w języku polskim. AdvancedAJAX, w oparciu o przykładowe projekty, został szczegółowo opisany w takich czasopismach jak PHP Solutions i Magazyn Internet. Autorem obiektu jest Łukasz Lach.

## Przykłady kodu źródłowego
Proste pobranie strony i wyświetlenie wyniku w postaci okna dialogowego:
```
advAJAX.get({
    url: "http://www.example.com/page.html",
    onSuccess : function(obj) { alert(obj.responseText); }
});
```

Zaawansowane żądanie HTTP, z dołączonymi argumentami i obsługą błędów:
```
advAJAX.get({
    url: "http://www.example.com/page.html",
    parameters : {
      "var1" : "value1",
      "var2" : "value2"
    },
    onSuccess : function(obj) { alert(obj.responseText); },
    onError : function(obj) { alert("Error: " + obj.status); },
    "var3" : "value3"
});
```

Pełna współpraca AdvancedAJAX z formularzami HTML:
```
advAJAX.assign(document.getElementById("the_form"), {
   disableForm : false
});
```